# Метод розширення
Метод розширення (англ. extension method) — у програмуванні синтаксичний цукор, що полягає в додаванні методу до вже наявного класу. Введено в C# 3.0. Не вводячи в мову нової функціональності, робить код виразнішим.
Було:
```
string
 
x
 
=
 
"якийсь рядок"
;

string
 
y
 
=
 
Utility
.
Reverse
(
x
);

SomeObject
 
z
 
=
 
HelperClass
.
Operation2
(
HelperClass
.
Operation1
(
x
,
 
arg1
),
 
arg2
);

```

Стало:
```
string
 
x
 
=
 
"якийсь рядок"
;

string
 
y
 
=
 
x
.
Reverse
();

SomeObject
 
z
 
=
 
x
.
Operation1
(
arg1
).
Operation2
(
arg2
);

```

## Синтаксис C#
```
public
 
static
 
class
 
Utility

{

  
public
 
static
 
string
 
Reverse
(
this
 
string
 
input
)

  
{

    
char
[]
 
chars
 
=
 
input
.
ToCharArray
();

    
Array
.
Reverse
(
chars
);

    
return
 
new
 
String
(
chars
);

  
}

}

```

У C#, якщо є і вбудований метод, і розширення, пріоритет надається вбудованому методу.

## Відмінність від спадкування
| Успадкування                                                                                | Метод розширення                                                                                  |
| ------------------------------------------------------------------------------------------- | ------------------------------------------------------------------------------------------------- |
| Практично неможливо застосовувати на чужих фреймворках і чужому коді зі складною структурою | Можна застосовувати для будь-якого коду                                                           |
| Можна застосовувати для об'єктів, від яких можна успадковувати                              | Можна застосовувати для об'єктів будь-якого типу (в том числі sealed, яким є int або string в C#) |
| Буває віртуальний                                                                           | Не буває віртуальний                                                                              |